# Mosconi Cup 2004
Beim Mosconi Cup 2004 handelt es sich um die elfte Auflage eines seit 1994 jährlich stattfindenden 9-Ball-Poolbillardturniers, bei dem ein europäisches Team gegen ein US-amerikanisches Team spielt. 2006 fand er im Hotel Zuiderduin in der Zeit vom 16. bis zum 19. Dezember in Egmond aan Zee in den Niederlanden statt. Das Team USA gewann mit 12:9, was den neunten Sieg der Amerikaner bedeutete.

## Teilnehmer
Für das Team Europa spielten:
- Oliver Ortmann () (Mannschaftskapitän)
- Marcus Chamat ()
- Steve Davis ()
- Thomas Engert ()
- Niels Feijen ().
- Mika Immonen ()

Für das Team USA spielten:
- Johnny Archer (Mannschaftskapitän)
- Rodney Morris (als MVP ausgezeichnet.)
- Gabe Owen
- Tony Robles
- Earl Strickland
- Charlie Williams

## Regeln
- Turnierlänge: Gespielt werden maximal 23 Partien; das Team, das zuerst 12 Partien gewinnt, gewinnt das Turnier.

- Matchlänge: Der Spielmodus in den einzelnen Matches ist Best of 9, d. h. 5 gewonnene Spiele reichen zum Satzgewinn.

- Wechselbreak: Der erste Anstoß wird ausgespielt, danach stoßen die Spieler oder Teams abwechselnd an, egal wer gewinnt.

- Wechselstoß: in den Teamwettbewerben rotieren die Spieler nach jeden Stoß zum nächsten Spieler der eigenen Mannschaft.

- Zeitbegrenzung des Stoßes: 2004 war das letzte Jahr, in dem es keine Shot clock gab. Diese wurde 2005 eingeführt und auf 30 Sekunden festgesetzt.

## Ergebnisse
Der Spielplan sah wie folgt aus:
| Spiel | Datum      | Art    | Spieler Europa   | Ergebnis | Spieler USA         | Gesamtstand |
| ----- | ---------- | ------ | ---------------- | -------- | ------------------- | ----------- |
| 01    | 16.12.2004 | Doppel | Davis – Feijen   | 5 - 4    | Williams – Robles   | 1 - 0       |
| 02    | 16.12.2004 | Doppel | Ortmann – Engert | 3 - 5    | Archer – Owen       | 1 - 1       |
| 03    | 16.12.2004 | Doppel | Immonen – Chamat | 1 - 5    | Strickland – Morris | 1 - 2       |
| 04    | 17.12.2004 | Doppel | Immonen – Chamat | 5 - 0    | Williams – Robles   | 2 - 2       |
| 05    | 17.12.2004 | Doppel | Davis – Feijen   | 5 - 3    | Archer – Owen       | 3 - 2       |
| 06    | 17.12.2004 | Doppel | Ortmann – Engert | 4 - 5    | Strickland – Morris | 3 - 3       |
| 07    | 17.12.2004 | Einzel | Immonen          | 5 - 3    | Archer              | 4 - 3       |
| 08    | 17.12.2004 | Einzel | Feijen           | 1 - 5    | Williams            | 4 - 4       |
| 09    | 17.12.2004 | Einzel | Davis            | 4 - 5    | Owen                | 4 - 5       |
| 10    | 18.12.2004 | Doppel | Ortmann – Engert | 4 - 5    | Archer – Owen       | 4 - 6       |
| 11    | 18.12.2004 | Doppel | Davis – Feijen   | 3 - 5    | Williams – Robles   | 4 - 7       |
| 12    | 18.12.2004 | Doppel | Immonen – Chamat | 0 - 5    | Strickland – Morris | 4 - 8       |
| 13    | 18.12.2004 | Einzel | Engert           | 1 - 5    | Morris              | 4 - 9       |
| 14    | 18.12.2004 | Einzel | Ortmann          | 5 - 1    | Robles              | 5 - 9       |
| 15    | 18.12.2004 | Einzel | Chamat           | 5 - 2    | Strickland          | 6 - 9       |
| 16    | 19.12.2004 | Einzel | Immonen          | 3 - 5    | Morris              | 6 - 10      |
| 17    | 19.12.2004 | Einzel | Feijen           | 5 - 2    | Archer              | 7 - 10      |
| 18    | 19.12.2004 | Einzel | Chamat           | 5 - 3    | Robles              | 8 - 10      |
| 19    | 19.12.2004 | Einzel | Engert           | 2 - 5    | Owen                | 8 - 11      |
| 20    | 19.12.2004 | Einzel | Ortmann          | 5 - 1    | Strickland          | 9 - 11      |
| 21    | 19.12.2004 | Einzel | Davis            | 2 - 5    | Williams            | 9 - 12      |

Damit verblieb der Mosconi Cup bis zum nächsten Turnier im Dezember 2005 im Besitz des Teams der USA. Der Mosconi Cup 2005 wurde in Las Vegas (USA) ausgetragen.